# Tournoi pré-olympique féminin de la CONCACAF 2012
Pour un article plus général, voir Tournoi féminin de football aux Jeux olympiques d'été de 2012.
Navigation
Pékin 2008 Rio de Janeiro 2016
Le Tournoi pré-olympique féminin de la CONCACAF 2012 est la troisième édition du tournoi pré-olympique féminin de la CONCACAF et s'est tenu du 19 au 29 janvier 2012. 
Les fédérations affiliées à la FIFA participent par le biais de leur équipe féminine à ces épreuves de qualification. Deux équipes rejoignent ainsi la Grande-Bretagne, nation hôte de la compétition, pour affronter lors du Tournoi féminin de football aux Jeux olympiques d'été de 2012 les meilleures nations mondiales. Contrairement au tournoi pré-olympique masculin, il n'y a pas de restriction d'âge pour participer à la compétition.

## Format du tournoi pré-olympique
Les seize équipes inscrites pour participer à la compétition se sont affrontées suivant le format ci-dessous :
Tour de qualification
Les trois équipes qualifiées pour la Coupe du monde 2011 (Canada, États-Unis et Mexique), sont directement qualifiées pour le tournoi final et donc exemptées de ce premier tour. Les treize autres équipes sont divisées en trois groupes basés sur leur situation géographique, et s'affrontent lors d'un mini-championnat dans un seul et unique lieu. Les deux premiers du groupe d'Amérique centrale et les premiers de chaque groupe des caraïbes et le meilleur second, sont qualifiés pour le tournoi final.
Tournoi final
Les trois équipes qualifiées d'office et les quatre qualifiées du tour précédent, sont divisées en deux groupes de quatre et s'affrontent lors d'un mini-championnat dans un seul et unique lieu. Les deux premiers sont qualifiés pour les demi-finales, puis les deux participants à la finale sont qualifiés pour le tournoi féminin des Jeux olympiques d'été de 2012.
Règles de départage
Pour les différentes phases de groupe, chaque équipe reçoit trois points pour une victoire et un pour un match nul. Le CIO en accord avec la FIFA, a déterminé que le départage se fait comme suit (il s'agit du même règlement pour tous les groupes de qualification et de phase finale) :
1. le plus grand nombre de points obtenus dans tous les matches du groupe ;
2. la différence de buts dans tous les matches du groupe ;
3. le plus grand nombre de buts marqués dans tous les matches du groupe ;
4. le plus grand nombre de points obtenus dans les matches de groupe entre les équipes à égalité ;
5. la différence de buts particulière dans les matches de groupe entre les équipes à égalité ;
6. le plus grand nombre de buts marqués dans les matches de groupe entre les équipes à égalité ;
7. le critère du fair-play basé sur le nombre de cartons jaunes et rouges reçus.
8. un match de barrage est organisé avec possibilité de prolongations et de tirs au but.

Pour la phase finale du tournoi final, si les deux équipes sont à égalité, une prolongations puis une séance de tirs au but sont organisées.

## Tour de qualification

### Zone des caraïbes
Les qualifications pour la zone des caraïbes a lieu du 29 juin au 9 juillet 2011. Les deux tournois se déroule respectivement à Aruba (Groupe A) et en République dominicaine (Groupe B)
.

#### Groupe A
Classement
| Rang | Équipe   | Pts | J | G | N | P | Bp | Bc | Diff |
| ---- | -------- | --- | - | - | - | - | -- | -- | ---- |
| 1    | Haïti    | 7   | 3 | 2 | 1 | 0 | 13 | 1  | +12  |
| 2    | Cuba     | 7   | 3 | 2 | 1 | 0 | 10 | 1  | +9   |
| 3    | Suriname | 2   | 3 | 0 | 2 | 1 | 3  | 7  | -4   |
| 4    | Aruba    | 0   | 3 | 0 | 0 | 3 | 0  | 17 | -17  |

|  | Qualifié pour le tournoi final.                                                                                    |
|  | Pts points ; G victoires ; N match nuls ; P défaites Bp buts marqués ; Bc buts encaissés ; Diff différence de buts |

Matches
| 29 juin 2011 | Suriname | 0 - 4 | Haïti                                                | Stade Guillermo Prospero, Oranjestad         |                                              |
| 18:00        |          |       | Valentin 46e · Merone 57e · Valentin 85e · Dolce 90e | Spectateurs : 500 Arbitrage : Shane De Silva | Spectateurs : 500 Arbitrage : Shane De Silva |
| 18:00        | Rapport  |       |                                                      | Spectateurs : 500 Arbitrage : Shane De Silva | Spectateurs : 500 Arbitrage : Shane De Silva |

| 29 juin 2011 | Aruba   | 0 - 6 | Cuba                                                                                   | Stade Guillermo Prospero, Oranjestad         |                                              |
| 20:30        |         |       | Martinez 38e · Rodríguez 55e · Martinez 56e · Martinez 63e · Martinez 74e · Torres 85e | Spectateurs : 800 Arbitrage : Shane De Silva | Spectateurs : 800 Arbitrage : Shane De Silva |
| 20:30        | Rapport |       |                                                                                        | Spectateurs : 800 Arbitrage : Shane De Silva | Spectateurs : 800 Arbitrage : Shane De Silva |

| 1 juillet 2011 | Haïti      | 1 - 1 | Cuba         | Stade Guillermo Prospero, Oranjestad                |                                                     |
| 18:00          | Joseph 35e |       | Martinez 60e | Spectateurs : 800 Arbitrage : Dianne Ferreira-James | Spectateurs : 800 Arbitrage : Dianne Ferreira-James |
| 18:00          | Rapport    |       |              | Spectateurs : 800 Arbitrage : Dianne Ferreira-James | Spectateurs : 800 Arbitrage : Dianne Ferreira-James |

| 1 juillet 2011 | Aruba   | 0 - 3 | Suriname                            | Stade Guillermo Prospero, Oranjestad                |                                                     |
| 20:30          |         |       | Smit 15e · Taweroe 45e · Saling 60e | Spectateurs : 800 Arbitrage : Sabina Charles-Kirton | Spectateurs : 800 Arbitrage : Sabina Charles-Kirton |
| 20:30          | Rapport |       |                                     | Spectateurs : 800 Arbitrage : Sabina Charles-Kirton | Spectateurs : 800 Arbitrage : Sabina Charles-Kirton |

| 3 juillet 2011 | Cuba                                      | 3 - 0 | Suriname | Stade Guillermo Prospero, Oranjestad             |                                                  |
| 17:00          | Rodríguez 18e · Torres 72e · González 90e |       |          | Spectateurs : 100 Arbitrage : Gillian Martindale | Spectateurs : 100 Arbitrage : Gillian Martindale |
| 17:00          | Rapport                                   |       |          | Spectateurs : 100 Arbitrage : Gillian Martindale | Spectateurs : 100 Arbitrage : Gillian Martindale |

| 3 juillet 2011 | Aruba   | 0 - 8 | Haïti | Stade Guillermo Prospero, Oranjestad           |                                                |
| 19:30          |         |       | Joseph 5e · Borgella 17e · Dolce 32e · Borgella 35e · Joseph 69e · Dolce 73e · Borgella 76e · Merone 49e · Joseph | Spectateurs : 1 000 Arbitrage : Shane De Silva | Spectateurs : 1 000 Arbitrage : Shane De Silva |
| 19:30          | Rapport |       | | Spectateurs : 1 000 Arbitrage : Shane De Silva | Spectateurs : 1 000 Arbitrage : Shane De Silva |

#### Groupe B
Classement
| Rang | Équipe                 | Pts | J | G | N | P | Bp | Bc | Diff |
| ---- | ---------------------- | --- | - | - | - | - | -- | -- | ---- |
| 1    | République dominicaine | 9   | 3 | 3 | 0 | 0 | 5  | 0  | +5   |
| 2    | Trinité-et-Tobago      | 6   | 3 | 2 | 0 | 1 | 19 | 3  | +16  |
| 3    | Bermudes               | 3   | 3 | 1 | 0 | 2 | 6  | 6  | 0    |
| 4    | Dominique              | 0   | 3 | 0 | 0 | 3 | 1  | 22 | -21  |

|  | Qualifié pour le tournoi final.                                                                                    |
|  | Pts points ; G victoires ; N match nuls ; P défaites Bp buts marqués ; Bc buts encaissés ; Diff différence de buts |

Matches
| 5 juillet 2011 | Trinité-et-Tobago                                                    | 5 - 1 | Bermudes | Stade Panamericano, San Cristóbal                |                                                  |
| 14:00          | Cordner 8e · Debesette 12e · Edwards 56e · Francois 58e · Forbes 67e |       | Wade 30e | Spectateurs : 805 Arbitrage : Gillian Martindale | Spectateurs : 805 Arbitrage : Gillian Martindale |
| 14:00          | Rapport                                                              |       |          | Spectateurs : 805 Arbitrage : Gillian Martindale | Spectateurs : 805 Arbitrage : Gillian Martindale |

| 5 juillet 2011 | République dominicaine               | 3 - 0 | Dominique | Stade Panamericano, San Cristóbal            |                                              |
| 16:00          | Santelis 25e · Nunez 44e · Frias 70e |       |           | Spectateurs : 805 Arbitrage : Deborah Zebeda | Spectateurs : 805 Arbitrage : Deborah Zebeda |
| 16:00          | Rapport                              |       |           | Spectateurs : 805 Arbitrage : Deborah Zebeda | Spectateurs : 805 Arbitrage : Deborah Zebeda |

| 7 juillet 2011 | Dominique  | 1 - 14 | Trinité-et-Tobago | Stade Panamericano, San Cristóbal              |                                                |
| 14:00          | Esprit 62e |        | Cordner 2e · Forbes 12e · Mcgee 22e · Cordner 32e · Lewis 39e · Cordner 41e · Cordner 54e · Cordner 61e · Cordner 64e · Cordner 71e · Cordner 73e · Forbes 76e · Cordner 78e · Forbes 85e | Spectateurs : 106 Arbitrage : Cardella Samuels | Spectateurs : 106 Arbitrage : Cardella Samuels |
| 14:00          | Rapport    |        | | Spectateurs : 106 Arbitrage : Cardella Samuels | Spectateurs : 106 Arbitrage : Cardella Samuels |

| 7 juillet 2011 | République dominicaine | 1 - 0 | Bermudes | Stade Panamericano, San Cristóbal               |                                                 |
| 16:00          | Ubri 54e               |       |          | Spectateurs : 600 Arbitrage : Irazema Aguillera | Spectateurs : 600 Arbitrage : Irazema Aguillera |
| 16:00          | Rapport                |       |          | Spectateurs : 600 Arbitrage : Irazema Aguillera | Spectateurs : 600 Arbitrage : Irazema Aguillera |

| 9 juillet 2011 | Bermudes                                                  | 5 - 0 | Dominique | Stade Panamericano, San Cristóbal             |                                               |
| 14:00          | Bell 17e · Wade 30e · Brangman 59e · Allen 81e · Bell 85e |       |           | Spectateurs : 100 Arbitrage : Annia Navarrete | Spectateurs : 100 Arbitrage : Annia Navarrete |
| 14:00          | Rapport                                                   |       |           | Spectateurs : 100 Arbitrage : Annia Navarrete | Spectateurs : 100 Arbitrage : Annia Navarrete |

| 9 juillet 2011 | République dominicaine | 1 - 0 | Trinité-et-Tobago | Stade Panamericano, San Cristóbal              |                                                |
| 16:00          | Ubri Mateo 51e         |       |                   | Spectateurs : 875 Arbitrage : Cardella Samuels | Spectateurs : 875 Arbitrage : Cardella Samuels |
| 16:00          | Rapport                |       |                   | Spectateurs : 875 Arbitrage : Cardella Samuels | Spectateurs : 875 Arbitrage : Cardella Samuels |

### Zone d'Amérique centrale
Les qualifications pour la zone d'Amérique centrale a lieu du 30 septembre au 8 octobre 2011 au Guatemala.
Classement
| Rang | Équipe     | Pts | J | G | N | P | Bp | Bc | Diff |
| ---- | ---------- | --- | - | - | - | - | -- | -- | ---- |
| 1    | Costa Rica | 12  | 4 | 4 | 0 | 0 | 20 | 4  | +16  |
| 2    | Guatemala  | 9   | 4 | 3 | 0 | 1 | 11 | 7  | +4   |
| 3    | Salvador   | 6   | 4 | 2 | 0 | 2 | 12 | 10 | +2   |
| 4    | Honduras   | 3   | 4 | 1 | 0 | 3 | 3  | 13 | -10  |
| 5    | Nicaragua  | 0   | 4 | 0 | 0 | 4 | 1  | 13 | -12  |

|  | Qualifié pour le tournoi final.                                                                                    |
|  | Pts points ; G victoires ; N match nuls ; P défaites Bp buts marqués ; Bc buts encaissés ; Diff différence de buts |

Matches
| 30 septembre 2011 | Costa Rica                                                        | 5 - 0 | Nicaragua | Stade Cementos Progreso, Guatemala City       |                                               |
| 16:00             | Vanogas 20e · Vanogas 35e · Campos 45e · Rodrigues 80e · Cruz 90e |       |           | Spectateurs : 97 Arbitrage : Cardella Samuels | Spectateurs : 97 Arbitrage : Cardella Samuels |
| 16:00             | Rapport                                                           |       |           | Spectateurs : 97 Arbitrage : Cardella Samuels | Spectateurs : 97 Arbitrage : Cardella Samuels |

| 30 septembre 2011 | Guatemala                              | 3 - 1 | Honduras    | Stade Cementos Progreso, Guatemala City          |                                                  |
| 18:30             | Monterroso 7e · Pineda 71e · Perez 88e |       | Umanzur 59e | Spectateurs : 518 Arbitrage : Quetzalli Alvarado | Spectateurs : 518 Arbitrage : Quetzalli Alvarado |
| 18:30             | Rapport                                |       |             | Spectateurs : 518 Arbitrage : Quetzalli Alvarado | Spectateurs : 518 Arbitrage : Quetzalli Alvarado |

| 2 octobre 2011 | Salvador                 | 2 - 6 | Costa Rica                                                                  | Stade Cementos Progreso, Guatemala City         |                                                 |
| 16:00          | Queles 13e · Herrera 19e |       | Cedeno 22e · Cedeno 23e · Cruz 36e · Alvardo 50e · Alvardo 74e · Acosta 90e | Spectateurs : 58 Arbitrage : Gillian Martindale | Spectateurs : 58 Arbitrage : Gillian Martindale |
| 16:00          | Rapport                  |       |                                                                             | Spectateurs : 58 Arbitrage : Gillian Martindale | Spectateurs : 58 Arbitrage : Gillian Martindale |

| 2 octobre 2011 | Guatemala                                                              | 4 - 0 | Nicaragua | Stade Cementos Progreso, Guatemala City          |                                                  |
| 18:30          | Perez 6e · Pineda 19e · Perez 73e · Monterroso 78e                     |       |           | Spectateurs : 830 Arbitrage : Carol Anne Chenard | Spectateurs : 830 Arbitrage : Carol Anne Chenard |
| 18:30          | « Rapport »(Archive.org • Wikiwix • Archive.is • Google • Que faire ?) |       |           | Spectateurs : 830 Arbitrage : Carol Anne Chenard | Spectateurs : 830 Arbitrage : Carol Anne Chenard |

| 4 octobre 2011 | Nicaragua    | 1 - 3 | Salvador                                 | Stade Cementos Progreso, Guatemala City        |                                                |
| 16:00          | Quintana 10e |       | Gonzalez 37e · Queles 41e · Gonzalez 55e | Spectateurs : 246 Arbitrage : Cardella Samuels | Spectateurs : 246 Arbitrage : Cardella Samuels |
| 16:00          | Rapport      |       |                                          | Spectateurs : 246 Arbitrage : Cardella Samuels | Spectateurs : 246 Arbitrage : Cardella Samuels |

| 4 octobre 2011 | Costa Rica                                   | 4 - 0 | Honduras | Stade Cementos Progreso, Guatemala City      |                                              |
| 18:30          | Cruz 4e · Cruz 17e · Acosta 26e · Cedeno 49e |       |          | Spectateurs : 270 Arbitrage : Lucila Venegas | Spectateurs : 270 Arbitrage : Lucila Venegas |
| 18:30          | Rapport                                      |       |          | Spectateurs : 270 Arbitrage : Lucila Venegas | Spectateurs : 270 Arbitrage : Lucila Venegas |

| 6 octobre 2011 | Honduras   | 1 - 6 | Salvador                                                                      | Stade Cementos Progreso, Guatemala City          |                                                  |
| 16:00          | Tejeda 18e |       | Queles 6e · Herrera 8e · Queles 11e · Queles 22e · Gonzalez 52e · Ramirez 90e | Spectateurs : 378 Arbitrage : Gillian Martindale | Spectateurs : 378 Arbitrage : Gillian Martindale |
| 16:00          | Rapport    |       |                                                                               | Spectateurs : 378 Arbitrage : Gillian Martindale | Spectateurs : 378 Arbitrage : Gillian Martindale |

| 6 octobre 2011 | Guatemala                   | 2 - 5 | Costa Rica                                                   | Stade Cementos Progreso, Guatemala City        |                                                |
| 18:30          | Martinez 60e · Martinez 74e |       | Cedeno 49e · Cedeno 63e · Cruz 72e · Cedeno 78e · Acosta 79e | Spectateurs : 1 116 Arbitrage : Lucila Venegas | Spectateurs : 1 116 Arbitrage : Lucila Venegas |
| 18:30          | Rapport                     |       |                                                              | Spectateurs : 1 116 Arbitrage : Lucila Venegas | Spectateurs : 1 116 Arbitrage : Lucila Venegas |

| 8 octobre 2011 | Nicaragua | 0 - 1 | Honduras      | Stade Cementos Progreso, Guatemala City |                                |
| 16:00          |           |       | Caballero 70e | Arbitrage : Quetzalli Alvarado          | Arbitrage : Quetzalli Alvarado |
| 16:00          | Rapport   |       |               | Arbitrage : Quetzalli Alvarado          | Arbitrage : Quetzalli Alvarado |

| 8 octobre 2011 | Guatemala               | 2 - 1 | Salvador    | Stade Cementos Progreso, Guatemala City            |                                                    |
| 18:30          | Martinez 4e · Perez 81e |       | Herrera 11e | Spectateurs : 1 307 Arbitrage : Carol Anne Chenard | Spectateurs : 1 307 Arbitrage : Carol Anne Chenard |
| 18:30          | Rapport                 |       |             | Spectateurs : 1 307 Arbitrage : Carol Anne Chenard | Spectateurs : 1 307 Arbitrage : Carol Anne Chenard |

## Tournoi final

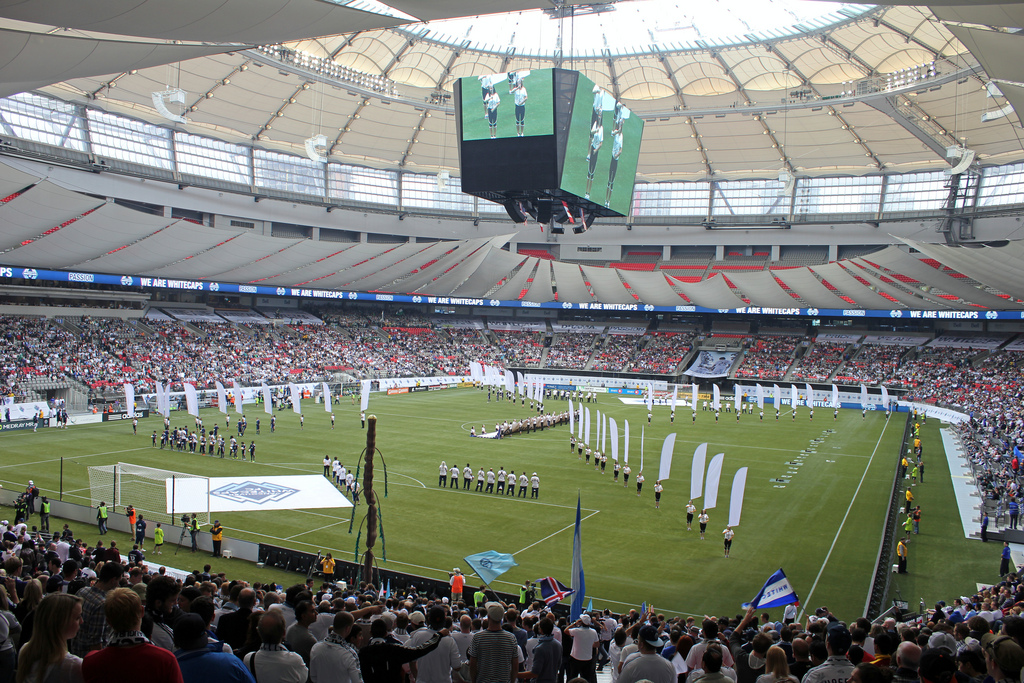
L'intérieur du BC Place rénové

Le tournoi final se déroule du 19 au 29 janvier 2012 au BC Place à Vancouver, au Canada. 
Le Tirage au sort de la phase de groupes a eu lieu le 24 octobre 2011. 

### Phase de groupe

#### Groupe A
Classement
| Rang | Équipe     | Pts | J | G | N | P | Bp | Bc | Diff |
| ---- | ---------- | --- | - | - | - | - | -- | -- | ---- |
| 1    | Canada     | 9   | 3 | 3 | 0 | 0 | 13 | 1  | +12  |
| 2    | Costa Rica | 6   | 3 | 2 | 0 | 1 | 5  | 0  | +5   |
| 3    | Haïti      | 3   | 3 | 1 | 0 | 2 | 3  | 8  | -5   |
| 4    | Cuba       | 0   | 3 | 0 | 0 | 3 | 0  | 7  | -7   |

|  | Qualifié pour les demi-finales.                                                                                    |
|  | Pts points ; G victoires ; N match nuls ; P défaites Bp buts marqués ; Bc buts encaissés ; Diff différence de buts |

Matches
| 19 janvier 2012 | Costa Rica               | 2 - 0 | Cuba | BC Place, Vancouver                                |                                                    |
| 17:00           | Rosales 11e · Acosta 55e |       |      | Spectateurs : 7 627 Arbitrage : Quetzalli Alvarado | Spectateurs : 7 627 Arbitrage : Quetzalli Alvarado |
| 17:00           | Rapport                  |       |      | Spectateurs : 7 627 Arbitrage : Quetzalli Alvarado | Spectateurs : 7 627 Arbitrage : Quetzalli Alvarado |

| 19 janvier 2012 | Canada                                                                                    | 6 - 0 | Haïti | BC Place, Vancouver                        |                                            |
| 19:30           | Julien 7e · Sinclair 25e · Sinclair 44e · Sinclair 56e · Sinclair 86e (pen.) · Parker 90e |       |       | Spectateurs : 7 627 Arbitrage : Kari Seitz | Spectateurs : 7 627 Arbitrage : Kari Seitz |
| 19:30           | Rapport                                                                                   |       |       | Spectateurs : 7 627 Arbitrage : Kari Seitz | Spectateurs : 7 627 Arbitrage : Kari Seitz |

| 21 janvier 2012 | Haïti   | 0 - 2 | Costa Rica              | BC Place, Vancouver                            |                                                |
| 17:00           |         |       | Acosta 49e · Acosta 57e | Spectateurs : 1 500 Arbitrage : Margaret Domka | Spectateurs : 1 500 Arbitrage : Margaret Domka |
| 17:00           | Rapport |       |                         | Spectateurs : 1 500 Arbitrage : Margaret Domka | Spectateurs : 1 500 Arbitrage : Margaret Domka |

| 21 janvier 2012 | Canada                             | 2 - 0 | Cuba | BC Place, Vancouver                                 |                                                     |
| 19:30           | Sinclair 17e (pen.) · Tancredi 24e |       |      | Spectateurs : 12 000 Arbitrage : Gillian Martindale | Spectateurs : 12 000 Arbitrage : Gillian Martindale |
| 19:30           | Rapport                            |       |      | Spectateurs : 12 000 Arbitrage : Gillian Martindale | Spectateurs : 12 000 Arbitrage : Gillian Martindale |

| 23 janvier 2012 | Cuba    | 0 - 3 | Haïti                                        | BC Place, Vancouver                              |                                                  |
| 17:00           |         |       | Boulos 72e · Pierre-Louis 76e · Valentin 83e | Spectateurs : 1 500 Arbitrage : Alicia Villatoro | Spectateurs : 1 500 Arbitrage : Alicia Villatoro |
| 17:00           | Rapport |       |                                              | Spectateurs : 1 500 Arbitrage : Alicia Villatoro | Spectateurs : 1 500 Arbitrage : Alicia Villatoro |

| 23 janvier 2012 | Canada                                                                 | 5 - 1 | Costa Rica    | BC Place, Vancouver                        |                                            |
| 19:30           | Sinclair 6e · Schmidt 10e · Kyle 19e · Sinclair 45e · Ugalde 50e (csc) |       | Barrantes 89e | Spectateurs : 8 105 Arbitrage : Kari Seitz | Spectateurs : 8 105 Arbitrage : Kari Seitz |
| 19:30           | Rapport                                                                |       |               | Spectateurs : 8 105 Arbitrage : Kari Seitz | Spectateurs : 8 105 Arbitrage : Kari Seitz |

#### Groupe B
Classement
| Rang | Équipe                 | Pts | J | G | N | P | Bp | Bc | Diff |
| ---- | ---------------------- | --- | - | - | - | - | -- | -- | ---- |
| 1    | États-Unis             | 9   | 3 | 3 | 0 | 0 | 31 | 0  | +31  |
| 2    | Mexique                | 6   | 3 | 2 | 0 | 1 | 12 | 4  | +8   |
| 3    | Guatemala              | 3   | 3 | 1 | 0 | 2 | 6  | 18 | -12  |
| 4    | République dominicaine | 0   | 3 | 0 | 0 | 3 | 0  | 27 | -27  |

|  | Qualifié pour les demi-finales.                                                                                    |
|  | Pts points ; G victoires ; N match nuls ; P défaites Bp buts marqués ; Bc buts encaissés ; Diff différence de buts |

Matches
| 20 janvier 2012 | Mexique                                                                     | 5 - 0 | Guatemala | BC Place, Vancouver               |                                   |
| 17:00           | Diaz 12e · Dominguez 24e · Garza 38e · Dominguez 44e · Dominguez 67e (pen.) |       |           | Arbitrage : Dianne Ferreira-James | Arbitrage : Dianne Ferreira-James |
| 17:00           | Rapport                                                                     |       |           | Arbitrage : Dianne Ferreira-James | Arbitrage : Dianne Ferreira-James |

| 20 janvier 2012 | République dominicaine | 0 - 14 | États-Unis | BC Place, Vancouver                              |                                                  |
| 19:30           |                        |        | Wambach 1re · Lloyd 4e · Buehler 7e · O'Reilly 17e · Wambach 19e · Heath 30e · O'Reilly 32e · Rodriguez 46e · Rodriguez 48e · Rodriguez 58e · Cheney 64e · O'Reilly 78e · Rodriguez 70e · Rodriguez 75e | Spectateurs : 6,321 Arbitrage : Cardella Samuels | Spectateurs : 6,321 Arbitrage : Cardella Samuels |
| 19:30           | Rapport                |        | | Spectateurs : 6,321 Arbitrage : Cardella Samuels | Spectateurs : 6,321 Arbitrage : Cardella Samuels |

| 22 janvier 2012 | Mexique                                                                                   | 7 - 0 | République dominicaine | BC Place, Vancouver                          |                                              |
| 14:00           | Saucedo 21e · Diaz 27e · Ruiz 38e · Guajardo 49e · Guajardo 62e · Ruiz 71e · Guajardo 75e |       |                        | Spectateurs : 1 500 Arbitrage : Maria Flores | Spectateurs : 1 500 Arbitrage : Maria Flores |
| 14:00           | Rapport                                                                                   |       |                        | Spectateurs : 1 500 Arbitrage : Maria Flores | Spectateurs : 1 500 Arbitrage : Maria Flores |

| 22 janvier 2012 | États-Unis | 13 - 0 | Guatemala | BC Place, Vancouver                              |                                                  |
| 16:30           | Wambach 12e · Wambach 15e · Cheney 25e · Rodriguez 29e · Lloyd 33e · Lindsey 34e · Leroux 48e · Leroux 50e · Leroux 57e · Leroux 70e · Rapinoe 75e · Morgan 83e · Leroux 87e |        |           | Spectateurs : 6 738 Arbitrage : Irasema Aguilera | Spectateurs : 6 738 Arbitrage : Irasema Aguilera |
| 16:30           | Rapport |        |           | Spectateurs : 6 738 Arbitrage : Irasema Aguilera | Spectateurs : 6 738 Arbitrage : Irasema Aguilera |

| 24 janvier 2012 | Guatemala                                                                          | 6 - 0 | République dominicaine | BC Place, Vancouver                              |                                                  |
| 17:00           | Pineda 2e · Monterroso 9e · Pineda 5e · Pineda 29e · Martinez 53e · Monterroso 90e |       |                        | Spectateurs : 2 000 Arbitrage : Cardella Samuels | Spectateurs : 2 000 Arbitrage : Cardella Samuels |
| 17:00           | Rapport                                                                            |       |                        | Spectateurs : 2 000 Arbitrage : Cardella Samuels | Spectateurs : 2 000 Arbitrage : Cardella Samuels |

| 24 janvier 2012 | États-Unis                                     | 4 - 0 | Mexique | BC Place, Vancouver                                |                                                    |
| 19:30           | Lloyd 8e · O'Reilly 9e · Lloyd 57e · Lloyd 86e |       |         | Spectateurs : 7 599 Arbitrage : Carol Anne Chenard | Spectateurs : 7 599 Arbitrage : Carol Anne Chenard |
| 19:30           | Rapport                                        |       |         | Spectateurs : 7 599 Arbitrage : Carol Anne Chenard | Spectateurs : 7 599 Arbitrage : Carol Anne Chenard |

### Demi-finales
| 27 janvier 2012 | États-Unis                         | 3 - 0 | Costa Rica | BC Place, Vancouver                               |                                                   |
| 17:00           | Heath 16e · Lloyd 72e · Morgan 89e |       |            | Spectateurs : 10 000 Arbitrage : Irasema Aguilera | Spectateurs : 10 000 Arbitrage : Irasema Aguilera |

| 27 janvier 2012 | Canada                                     | 3 - 1 | Mexique   | BC Place, Vancouver                                    |                                                        |
| 20:00           | Sinclair 15e · Tancredi 23e · Sinclair 76e |       | Perez 67e | Spectateurs : 22 954 Arbitrage : Dianne Ferreira-James | Spectateurs : 22 954 Arbitrage : Dianne Ferreira-James |

### Finale
Bien que les États-Unis et le Canada, victorieux lors des demi-finales, soient déjà qualifiées pour les jeux olympiques 2012, la finale bat le record d'affluence d'un match de qualification olympique féminine de la zone CONCACAF, avec 25 427 spectateurs. C'est la deuxième fois au cours du tournoi que ce record est battu, la demi-finale opposant le Canada au Mexique ayant attiré 22 954 spectateurs.
| 29 janvier 2012 | États-Unis                                         | 4 - 0 | Canada | BC Place, Vancouver                                |                                                    |
| 17:00           | Morgan 4e · Wambach 24e · Wambach 28e · Morgan 56e |       |        | Spectateurs : 25 427 Arbitrage : Quetzalli Godinez | Spectateurs : 25 427 Arbitrage : Quetzalli Godinez |

### Meilleures buteuses du tournoi final
| Place | Joueuse            | Buts |
| ----- | ------------------ | ---- |
| 1     | Christine Sinclair | 9    |
| 2     | Carli Lloyd        | 6    |
| 2     | Abby Wambach       | 6    |
| 2     | Amy Rodriguez      | 6    |
| 5     | Sydney Leroux      | 5    |
| 6     | Heather O'Reilly   | 4    |
| 6     | Alex Morgan        | 4    |
| 8     | 4 joueuses         | 3    |
| 12    | 6 joueuses         | 2    |
| 18    | 16 joueuses        | 1    |